# Světový den boje proti AIDS

Červená stužka jako symbol solidarity s HIV+ lidmi

Světový den boje proti AIDS, někdy též zkráceně Světový den AIDS, je celosvětově významný den, vyhlášený Světovou zdravotnickou organizací jako příležitost k osvětě o pandemické smrtelné nemoci AIDS, k povzbuzení boje proti ní a viru HIV, k demonstraci podpory lidem žijícím s HIV i uctění památky jeho obětí. Připadá každoročně na 1. prosince.
Poprvé byl celosvětově vyhlášen roku 1988. V roce 1996 vznikl program OSN pro boj proti HIV a AIDS (The Joint United Nations Programme on HIV/AIDS, zkr. UNAIDS) a převzal organizaci a propagaci Světového dne boje proti AIDS. Následujícího roku vznikla při tomto programu organizace World AIDS Campaign, která od roku 2004 působí samostatně a každoročně vybírá téma (slogan) ročníku.
| Rok  | Slogan                                                 | Česky                          |
| ---- | ------------------------------------------------------ | ------------------------------ |
| 2004 | Women, Girls and HIV/AIDS                              | Ženy, dívky a HIV/AIDS         |
| 2005 | STOP AIDS - keep the promise                           | STOP AIDS-sliby je nutno plnit |
| 2006 | Stop AIDS. Keep the Promise – Accountability           |                                |
| 2007 | Stop AIDS. Keep the Promise – Leadership               |                                |
| 2008 | Stop AIDS. Keep the Promise – Lead – Empower – Deliver |                                |
| 2009 | Universal Access and Human Rights                      |                                |
| 2010 | Universal Access and Human Rights                      |                                |
| 2011 | Getting to Zero                                        |                                |
| 2012 | Together We Will End AIDS                              |                                |
| 2013 | Zero Discrimination                                    |                                |
| 2014 | Close the Gap                                          |                                |
| 2015 | On the Fast Track to End AIDS                          |                                |
| 2016 | Hands up for #HIVprevention                            |                                |
| 2017 | My Health, My Right                                    |                                |
| 2018 | Know your Status                                       |                                |
| 2019 | Communities Make the Difference                        |                                |
| 2020 | Global Solidarity Shared Responsibility                |                                |
| 2021 | End inequalities. End AIDS. End pandemics.             |                                |
| 2022 | Equalize                                               |                                |
| 2023 | Let Communities Lead                                   |                                |